# Трибухівська сільська рада
Трибухі́вська сільська́ ра́да — адміністративно-територіальна одиниця та орган місцевого самоврядування в Бучацькому районі Тернопільської області. Адміністративний центр — село Трибухівці.

## Загальні відомості
Трибухівська сільська рада утворена в 1947 році.
- Територія ради: 44,29 км²
- Населення ради: 4 308 осіб (станом на 2001 рік)
- Територією ради протікає річка Вільховець

## Населені пункти
Сільській раді підпорядковані населені пункти:
- с. Трибухівці

## Склад ради
Рада складається з 26 депутатів та голови.
- Голова ради:
- Секретар ради: Баліцький Володимир Іванович

### Керівний склад попередніх скликань
| Прізвище, ім'я, по батькові | Основні відомості                                    | Дата обрання | Дата звільнення |
| --------------------------- | ---------------------------------------------------- | ------------ | --------------- |
| Шолохов Григорій Васильович | Сільський голова, 1957 року народження, безпартійний | 26.03.2006   | 31.10.2010      |

Примітка: таблиця складена за даними сайту Верховної Ради України

### 2015
- Виборчий округ № 1 — Василь Михайлович Шмагло
- Виборчий округ № 2 — Володимир Мирославович Нагайовський
- Виборчий округ № 3 — Іван Михайлович Катеринчук
- Виборчий округ № 4 — Василь Степанович Хомин
- Виборчий округ № 5 — Микола Михайлович Пшик
- Виборчий округ № 6 — Володимир Степанович Колісник
- Виборчий округ № 7 — Галина Володимирівна Гостинська
- Виборчий округ № 8 — Володимир Васильович Нетреб'як
- Виборчий округ № 9 — Іван Іванович Міщанчук
- Виборчий округ № 10 — Василь Михайлович Кузь
- Виборчий округ № 11 — Галина Михайлівна Гаврилюк
- Виборчий округ № 12 — Володимир Іванович Брухаль
- Виборчий округ № 13 — Марія Іванівна Качур
- Виборчий округ № 14 — Любов Михайлівна Поселюжна
- Виборчий округ № 15 — Ігор Зіновійович Самборський
- Виборчий округ № 16 — Іван Тарасович Страшків
- Виборчий округ № 17 — Йосиф Петрович Галік
- Виборчий округ № 18 — Надія Петрівна Яцків (склала повноваження)
- Виборчий округ № 19 — Ганна Євгенівна Садова
- Виборчий округ № 20 — Іван Гаврилович Логай
- Виборчий округ № 21 — Ганна Іларіївна Свінтіцька
- Виборчий округ № 22 — Іван Степанович Борис

За результатами місцевих виборів 2010 року депутатами ради стали:

#### За суб'єктами висування
| Суб'єкт висування | Кількість обраних депутатів | %   |
| ----------------- | --------------------------- | --- |
| Самовисування     | 26                          | 100 |

#### За округами
| № округу | Прізвище, ім'я, по батькові   | Дата визнання обраним | Освіта             | Партійна приналежність                        | Відомості про обраного депутата                                 |
| -------- | ----------------------------- | --------------------- | ------------------ | --------------------------------------------- | --------------------------------------------------------------- |
| 1        | Соломон Світлана Йосипівна    | 02.11.2010            | вища               | позапартійна                                  | БучацькийКоледжПодільсДАТУ, викладач                            |
| 2        | Борис Михайло Васильович      | 02.11.2010            | вища               | позапартійний                                 | БучацькийКоледжПодільсДАТУ, заступникдиректорапо господ.частині |
| 3        | Гуглич Петро Семенович        | 02.11.2010            | середня спеціальна | позапартійний                                 | БучацькийКоледжПодільсДАТУ, електро-газозварювальник            |
| 4        | Хомин Володимир Володимирович | 02.11.2010            | середня            | позапартійний                                 | підприємець                                                     |
| 5        | Іваськів Марія Іларіївна      | 02.11.2010            | вища               | позапартійна                                  | БучацькийКоледжПодільсДАТУ, викладач                            |
| 6        | Криськів Михайло Степанович   | 02.11.2010            | середня спеціальна | позапартійний                                 | БучацькийКоледжПодільсДАТУ, слюсарКВПІА                         |
| 7        | Нагайовська Ганна Михайлівна  | 02.11.2010            | вища               | позапартійна                                  | БучацькийКоледжПодільсДАТУ, викладач                            |
| 8        | Тимчишин Степан Васильович    | 02.11.2010            | вища               | позапартійний                                 | БучацькийКоледжПодільсДАТУ, ветлікар                            |
| 9        | Голик Ігор Степанович         | 02.11.2010            | середня спеціальна | позапартійний                                 | тимчасово не працює                                             |
| 10       | Максимів Іван Степанович      | 02.11.2010            | середня            | позапартійний                                 | БучацькийКоледжПодільсДАТУ, операторочисних споруд              |
| 11       | Голик Василь Михайлович       | 02.11.2010            | вища               | позапартійний                                 | пенсіонер                                                       |
| 12       | Потюк Степан Степанович       | 02.11.2010            | середня            | позапартійний                                 | підприємець                                                     |
| 13       | Будна Марія Михайлівна        | 02.11.2010            | вища               | член Соціалістичної партії України            | БучацькийКоледжПодільсДАТУ, завідувач агрономвідділенням        |
| 14       | Ткачик Ольга Михайлівна       | 02.11.2010            | вища               | позапартійна                                  | Трибухс/р, головнийбухгалтер                                    |
| 15       | Бойко Ганна Володимирівна     | 02.11.2010            | середня спеціальна | позапартійна                                  | БучацькийКоледжПодільсДАТУ, касир                               |
| 16       | Мартинів Наталія Михайлівна   | 02.11.2010            | середня спеціальна | позапартійна                                  | тимчасово не працює                                             |
| 17       | Карабань Василь Олександрович | 02.11.2010            | вища               | позапартійний                                 | Трибухс/р, спеціаліст земельно радник                           |
| 18       | Курило Марія Миколаївна       | 02.11.2010            | вища               | позапартійна                                  | Трибухс/р, спецалістІ категорія                                 |
| 19       | Кладочний Михайло Григорович  | 02.11.2010            | середня спеціальна | позапартійний                                 | тимчасово не працює                                             |
| 20       | Прокіпчук Олесь Михайлович    | 02.11.2010            | вища               | позапартійний                                 | Бучацькийрибокомбінат, директор                                 |
| 21       | Кривенький Іван Михайлович    | 02.11.2010            | середня            | позапартійний                                 | підприємець                                                     |
| 22       | Яценко Світлана Іванівна      | 02.11.2010            | вища               | член Всеукраїнського об'єднання «Батьківщина» | БучацькийКоледжПодільсДАТУ, головнийБухгалтер                   |
| 23       | Баліцький Володимир Іванович  | 02.11.2010            | вища               | позапартійний                                 | ТрибухС/р, секретар                                             |
| 24       | Хомин Петро Петрович          | 02.11.2010            | вища               | позапартійний                                 | приватнийпідприємець ПрокіпчукЛ.П, продавець                    |
| 25       | Козоріз Михайло Зіновійович   | 02.11.2010            | середня спеціальна | позапартійний                                 | Бучацьке ПТУ 26, майстер виробничого навчання                   |
| 26       | Конкевич Степан Іванович      | 02.11.2010            | середня спеціальна | член Соціалістичної партії України            | Бучацький Коледж ПодільсДАТУ, столяр                            |